# Nebahat Çehre
Nebahat Çehre (Samsun, 15 maart 1944) is een Turks actrice, zangeres en model.

## Biografie
Çehre werd geboren in Samsun als dochter van een gezin met vier kinderen. Zij is van moederskant etnisch Lazisch en via haar vaderskant van Georgische afkomst. Na het overlijden van haar vader emigreerde het gezin naar Istanboel. In 1959 werd Çehre verkozen tot Miss Turkije. Gedurende haar carrière als fotomodel kreeg ze in 1961 het aanbod mee te spelen in de film Yaban Gülüm. In 1964 ontmoette ze acteur Yılmaz Güney, met wie zij van 30 januari 1967 tot 1968 gehuwd was. In de jaren zeventig koos ze ervoor te gaan zingen en debuteerde ze met zanger Zeki Müren. In 1980 verscheen haar liedje Büklüm Büklüm, gecomponeerd door Sezen Aksu.

## Filmografie

### Televisie
| Jaar | Titel                  | Rol              |
| ---- | ---------------------- | ---------------- |
| 1961 | Yaban Gülüm            |                  |
| 1962 | Memnu Meyva            |                  |
| 1962 | Meçhule Gidenler       |                  |
| 1962 | Gümüş Gerdanlık        | Nilgün           |
| 1962 | Aşk Bekliyor           |                  |
| 1962 | Acı Hayat              | Filiz            |
| 1962 | Kanun Kanundur         |                  |
| 1962 | Esir Kuş               |                  |
| 1962 | Sevimli Serseri        |                  |
| 1963 | İki Vatanlı Kadın      |                  |
| 1963 | Çiçeksiz Bahçe         |                  |
| 1963 | Barut Fıçısı           | Nur              |
| 1963 | Bize de mi Numara      |                  |
| 1964 | Avanta Kemal           |                  |
| 1964 | İki Sene Mektep Tatili |                  |
| 1964 | Güzeller Kumsalı       |                  |
| 1964 | Çöpçatanlar Kampı      |                  |
| 1964 | Dev Adam               |                  |
| 1964 | Kral Arkadaşım         |                  |
| 1964 | Affetmeyen Kadın       |                  |
| 1964 | Kamalı Zeybek          |                  |
| 1964 | Lekeli Aşk             |                  |
| 1964 | Dağ Başını Duman Almış |                  |
| 1965 | Dağların Oğlu          |                  |
| 1965 | Silaha Yeminliydim     | Zeynep           |
| 1965 | Şoförün Kızı           |                  |
| 1965 | Kardeş Belası          |                  |
| 1965 | Melek Yüzlü Caniler    |                  |
| 1965 | Silahların Sesi        | Selma            |
| 1965 | Pişkin Delikanlı       |                  |
| 1965 | İçimizdeki Boşluk      |                  |
| 1965 | Dokuz Canlı Adam       |                  |
| 1966 | Kırık Hayatlar         | Gülşen           |
| 1966 | Aslanların Dönüşü      |                  |
| 1966 | Aslanların Dönüşü      | Alangu           |
| 1966 | Yalnız Adam            |                  |
| 1966 | İntikam Fırtınası      |                  |
| 1966 | Büyük İntikam          |                  |
| 1966 | Dövüşmek Şart Oldu     |                  |
| 1966 | Eşrefpaşalı            |                  |
| 1966 | Kibar Haydut           |                  |
| 1966 | At Avrat Silah         | Alicik           |
| 1966 | Yedi Dağın Aslanı      |                  |
| 1967 | Felaket Kuşu           |                  |
| 1967 | Balatlı Arif           |                  |
| 1967 | Eşkiya Celladı         |                  |
| 1967 | Çirkin Kral Affetmez   |                  |
| 1974 | Beş Tavuk Bir Horoz    |                  |
| 1975 | Yarış                  |                  |
| 1985 | Kahreden Gençlik       | Aynur            |
| 1986 | Güneşteki Leke         |                  |
| 1987 | Eski Sevdalar Gibi     |                  |
| 1988 | Kimlik                 |                  |
| 1988 | Yaşamak                |                  |
| 1992 | Yedikuleli Mihriban    |                  |
| 2004 | Haziran Gecesi         | Kumru Aydın      |
| 2006 | Candan Öte             | Nihan Özüm       |
| 2008 | Aşk-ı Memnu            | Firdevs Yöreoğlu |
| 2011 | Muhteşem Yüzyıl        | Hafsa Sultan     |
| 2014 | Kara Para Aşk          | Zerrin Denizer   |